# Parteivernehmung
Die Parteivernehmung (§§ 445 ff. ZPO) ist ein förmliches Beweismittel im deutschen Zivilprozess. Sie unterscheidet sich von der Anhörung einer Partei (§§ 118, 141 Abs. 1 S. 1 ZPO), die bloß lückenhaftes Vorbringen ergänzt und ohne Beweisbeschluss erfolgt.
Ihr Beweiswert wird unterschiedlich beurteilt. Manchen gilt die Parteivernehmung wegen des typischerweise vorhandenen Eigeninteresses der Parteien am Prozessergebnis als schwächstes Beweismittel. Andere qualifizieren sie nicht als Beweismittel geringeren Wertes.
Die ZPO lässt sie nur unter engen Einschränkungen zu. Sie regelt die Parteivernehmung
- auf Antrag des Gegners  (§ 445 ZPO), mit der sich allerdings kein Gegenbeweis führen lässt;
- auf eigenen Antrag (§ 447 ZPO),  die nur mit Zustimmung des Gegners zulässig ist;
- von Amts wegen (§ 448 ZPO), die eine gewisse Wahrscheinlichkeit für die durch die Parteivernehmung zu beweisende Tatsache voraussetzt (Anbeweis)
- und zur Schätzung der Schadenshöhe (§ 287 Abs. 1 S. 3 HS. 1 ZPO).

## Partei
Partei im Sinne dieser Bestimmungen ist der prozessfähige Kläger oder Beklagte eines Verfahrens oder der gesetzliche Vertreter resp. das Vertretungsorgan der prozessunfähigen Partei. Die Eltern einer minderjährigen Partei als gesetzliche Vertreter oder das vertretungsberechtigte Organ einer Personen- oder Kapitalgesellschaft können daher (nur) als Partei, der Minderjährige oder sonst Prozessunfähige selbst hingegen als Zeuge vernommen werden.

## Antragsrecht
Das Recht, eine Parteivernehmung zu beantragen, kommt zunächst demjenigen zu, der für die zu beweisende Tatsache beweispflichtig ist. Er kann sodann die Vernehmung der gegnerischen Partei oder der eigenen Partei beantragen. Sein Gegner hat nur die Möglichkeit, die eigene Vernehmung zu beantragen, wobei auch hier die Voraussetzungen des § 447 ZPO gelten, also das Einverständnis der Gegenpartei vorliegen muss.

## Subsidiarität
Die Parteivernehmung ist erst dann zulässig, wenn alle sonstigen Beweismittel ausgeschöpft sind.

## Vernehmung des Gegners
Die beweispflichtige Partei, die ihrer Beweispflicht nicht durch andere Beweismittel nachkommen kann, kann die Vernehmung des Gegners als Partei beantragen (§ 445 Abs. 1 ZPO). Liegen diese Voraussetzungen, also die Ausschöpfung der sonstigen Beweismittel vor, ergeht ein Beweisbeschluss, durch den die Vernehmung der Gegenpartei angeordnet wird (§ 450 ZPO). Eine Zustimmungspflicht des Gegners liegt nicht vor.

## Vernehmung der beweispflichtigen Partei
Die beweispflichtige Partei kann auch ihre eigene Vernehmung beantragen; hier ergeht ein Beweisbeschluss aber nur, wenn der Gegner einverstanden ist. Der Regelungszweck liegt auf der Hand: derjenige, der sich selbst zum Beweismittel erhebt, erlangt dadurch regelmäßig erhebliche prozessuale Vorteile, die der Gegner nur schwer kompensieren kann, so dass es auf dessen Einverständnis mit dieser Vorgehensweise ankommen soll.

## Vernehmung von Amts wegen
Die Vernehmung einer Partei von Amts wegen ist in § 448 ZPO geregelt. Sie wird durch das Gericht ohne Rücksicht auf die Verteilung der Beweislast angeordnet und kann sich auf eine oder beide Parteien beziehen. Auch sie setzt voraus, dass alle vorhandenen Beweismittel erschöpft sind (Beweisnot). Darüber hinaus muss eine "Anfangswahrscheinlichkeit" (Anbeweis) für die Richtigkeit der zu erweisenden Tatsache bestehen. Die Vernehmung einer Partei von Amts wegen kann geboten sein, sofern dies der Grundsatz der Waffengleichheit gebietet.

## Verweigerung der Vernehmung
Auch wenn das Gericht die Parteivernehmung anordnet, besteht für die zu vernehmende Partei kein Aussagezwang. Ihre Weigerung, sich vernehmen zu lassen, kann aber im Rahmen der Beweiswürdigung berücksichtigt werden.